# Rugat
Rugat ist eine spanische Gemeinde (Municipio) mit 171 Einwohnern (Stand: 2024) in der Valencianischen Gemeinschaft, in der Comarca Vall d’Albaida.

## Lage
Rugat liegt in einer Höhe von ca. 300 m. Die Provinzhauptstadt Valencia liegt etwa 63 Kilometer in nördlicher Richtung.

## Geschichte
| Jahr      | 1900 | 1930 | 1950 | 1960 | 1970 | 1981 | 1991 | 2001 | 2011 | 2021 |
| --------- | ---- | ---- | ---- | ---- | ---- | ---- | ---- | ---- | ---- | ---- |
| Einwohner | 179  | 248  | 288  | 284  | 261  | 235  | 200  | 202  | 197  | 180  |

## Kultur und Sehenswürdigkeiten
- Marienkirche (Església de la Mare Déu de Gràcia)
- Herrenhaus aus dem 14. Jahrhundert

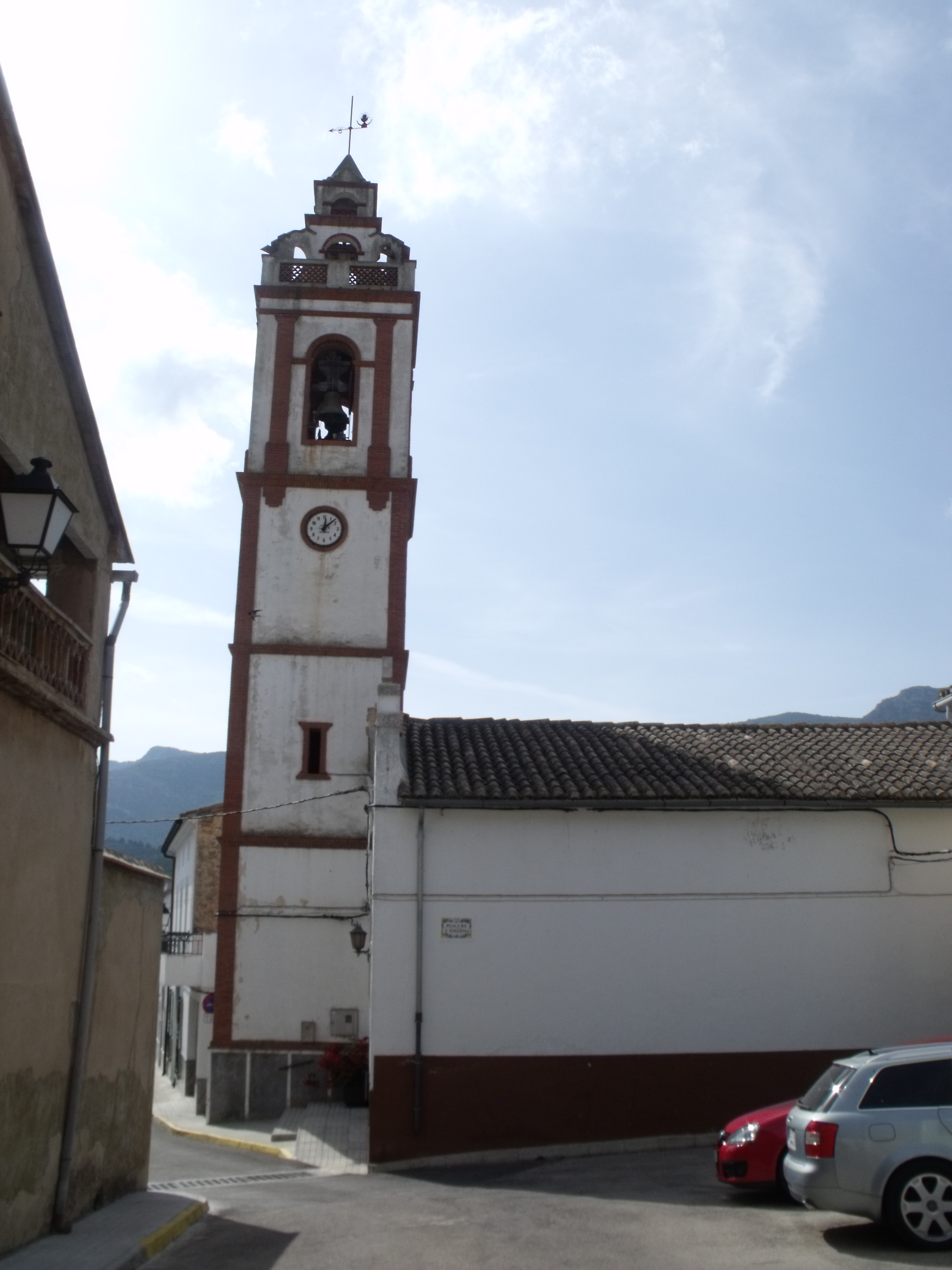
Marienkirche
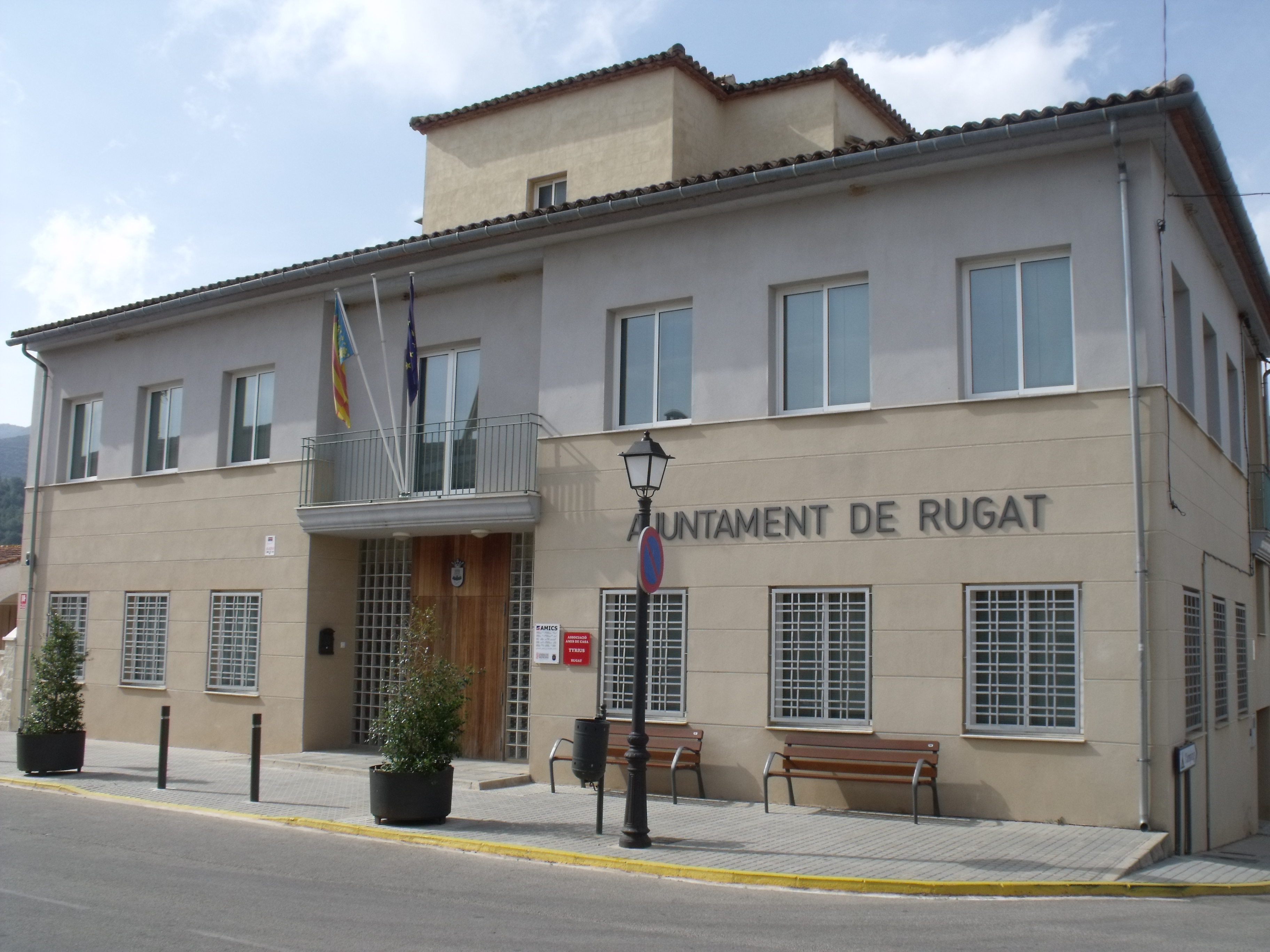
Rathaus